# Trois Romances pour piano op. 21
Pour les articles homonymes, voir Trois Romances pour piano.
Les Trois Romances pour piano op. 21, sont trois pièces pour piano seul de la compositrice allemande Clara Schumann, écrites en 1853.

## Contexte et création
Clara Schumann compose ses trois Romances en 1853, mais elle révise les pièces en 1855 pour remplacer une pièce en la mineur sans titre par l'Andante en la mineur. Elles sont dédiées à Johannes Brahms, alors très proche du couple formé par Clara et Robert Schumann.

## Structure
Le cycle se compose de trois pièces :
1. Romance no 1 en la mineur : Andante
2. Romance no 2 en fa majeur : Allegretto, Sehr zart zu spielen
3. Romance no 3 en sol mineur : Agitato

## Analyse
Ce triptyque est d'une écriture plus personnelle que les œuvres précédentes de Clara Schumann, préfigurant les Huit pièces pour piano de Johannes Brahms, notamment la première romance qui anticipe l'Intermezzo en la mineur des Sept Fantaisies.

### Romanceno1en la mineur: Andante
La première romance est poignante et contraste fortement avec la deuxième romance.

### Romanceno2en fa majeur: Allegretto, Sehr zart zu spielen
Cette romance est un court interlude en forme de scherzo. Elle est proche de la troisième romance des Trois romances pour hautbois et piano de Robert Schumann.

### Romanceno3en sol mineur: Agitato
Cette romance cite le début du Préambule du Carnaval de Robert Schumann.